# Argochampsa
Argochampsa (significando "crocodilo Argo", em referência a Argo mitológica de Jason) é um gênero extinto de crocodiliano gavialóide, relacionado aos gaviais modernos. Viveu no Paleoceno do Marrocos.  Descrito por Hua e Jouve em 2004, a espécie-tipo é o A. krebsi, com o qual a espécie  foi batizada com o nome do professor B. Krebs. O Argochampsa tinha um focinho estreito e grande e parece ter sido de hábitos marinhos.
O Argochampsa é baseado no OCP DEK-GE 1201, um crânio quase completo vindo da Bacia Oulad Abdoun, na vizinhança de Khouribga, Marrocos.  O crânio, de 43,3 centimetros de comprimento (17,0  polegadas), tem um focinho estreito e grande, caracterizando-o como um crocodiliano de mandíbula longa; o focinho constituía cerca de 70% do comprimento do crânio.  As pré-maxilas na extremidade do focinho eram retraídos e a extremidade um tanto quadrada livre, com algumas das primeiras posições de dente em uma linha direta perpendicular ao eixo do comprimento do crânio. Havia cinco dentes em cada pré-maxila e 26 em cada maxila (o principal osso que traz o dente da mandíbula superior). Os ossos nasais foram fundidos e existiam vários diastemas curtos ou intervalos na linha de dentes na ponta do focinho. Mais recentemente, o material da mandíbula inferior, pescoço e vértebras das costas, da parte de cima do braço, e da couraça foram recuperados.
Hua e Jouve realizaram uma análise cladística incorporando seu novo táxon e constataram que o Argochampsa é um gavialóide, mas fora do clado Gavialidae.  Eles perceberam que a forma do focinho do Argochampsa é incomum entre os crocodilianos, com apenas os folidossaurídeos e os Terminonaris tendo as extremidades do focinho de feitio semelhante e sugeriram que este leiaute pode ter facilitado uma oclusão precisa. O Argochampsa viveu em um ambiente diverso, dominado por crocodiliformes marinhos dirossaurídeos.